# Genesis Publications
Genesis Publications è una casa editrice britannica orientata prevalentemente verso l'informazione musicale.

## Attività editoriali

### Beatles

I Beatles al Teatro Adriano di Roma nel giugno 1965

- 1980: I Me Mine  di George Harrison
- 1984: Fifty Years Adrift di Derek Taylor e George Harrison
- 1987: It was Twenty Years Ago Today di Derek Taylor
- 1987: Songs by George Harrison - con Keith West e Jeff Lynne
- 1993: Live in Japan 1991 di George Harrison - con Eric Clapton
- 1994: Liverpool days (di Max Scheler) - con Astrid Kirchherr
- 1995: Paul McCartney: Yesterday & Today di Ray Coleman
- 1995: John Lennon Sometime in New-York City (di Bob Gruen) con Yōko Ono
- 1996: Golden dreams (di Max Scheler) - con Astrid Kirchherr
- 1997: Raga Mala: di Ravi Shankar (con George Harrison e Yehudi Menuhin)
- 1997: BIG: Beatles In Germany (di Günter Zint) con Ulf Krüger e Tony Sheridan
- 1999: Hamburg days (di Klaus Voormann e Astrid Kirchherr) con George Harrison e Paul McCartney
- 2000: Mania Days (di Curt Gunther)
- 2002: Playback di George Martin con Paul McCartney e Ringo Starr.
- 2003: When We Was Fab (di Astrid Kirchherr) con Olivia Harrison
- 2004: Concert for George (live Royal Albert Hall 29/11/2002)
- 2006: Now these days are gone (di Michael Peto) con Richard Lester.
- 2006: Summer of love di George Martin

### Rolling Stones
- 1990: Blinds and Shutters di Michael Cooper ISBN 0904351378
- 1995: Masons yard to Primrose Hill 65-67 di Gered Mankowitz
- 1997: Crossfire Hurricane (di Bob Gruen)
- 1998: Wyman shoots Chagall
- 1998: I Contact: the Gered Mankowitz archives
- 1998: Wood on Canvas: Every Picture Tells a Story
- 1999: Pleased to meet you (di Michael Putland)
- 2001: Exile (di Dominique Tarlé) - con Keith Richards

### Bob Dylan
- 1999: Early Dylan (con Arlo Guthrie)
- 2000: Dylan in Woodstock di Elliott Landy
- 2006: Thin wild Mercury di Jerry Schatzberg

### Altri
- 1979: Alice's adventures underground di Lewis Carroll
- 1990: Blinds & Shutters (di Michael Cooper) con Mick Jagger
- 1991: 24 Nights di Eric Clapton "scrapbook" di Peter Blake
- 2000: The Greatest Live Rock'n'Roll Band in the World: The Who - Live at Leeds (di Ross Halfin) con Pete Townshend
- 2000: Lovers & other strangers di Jack Vettriano con Anthony Quinn
- 2001: Psychedelic Renegades di Syd Barrett con Mick Rock
- 2002: Maximum Who di Ross Halfin (con Roger Daltrey e John Entwistle)
- 2002: A time to live (con Michael Palin)
- 2002: Moonage Daydream: the life and times of Ziggy Stardust (di Mick Rock - con David Bowie)
- 2004: Rebel music: Bob Marley & roots reggae di Kate Simon
- 2007: From Station to Station di Geoff McCormack e David Bowie